# Hungária (együttes)
A Hungária a legismertebb és legsikeresebb magyar rock and roll-együttes, mely 1967 és 1982 között volt aktív.

## Története

### Indulás: beatzenekar, 1967–68
A gyermekként több évig az Egyesült Államokban élő Fenyő Miklós a kinti zenei életből feltöltekezve, hazatérése után előbb 1962–64 között a Sztár zenekarban játszott, majd 1964-ben megalapította saját együttesét, a Syconort.
A Syconor 1967-es felbomlása után az év augusztusában Fenyő Miklós új zenekart alapított, Hungária néven. Ekkoriban figyelt fel rá S. Nagy István, és első kislemezeiken dalszövegekkel segítette Fenyő dalszerzői munkáját. Első kislemezük 1967-ben jelent meg a Ne vedd el az időm és a Percekre eláll a szavam című, beat-jellegű dalokkal.

### A kísérletező zenekar: 1968–1973

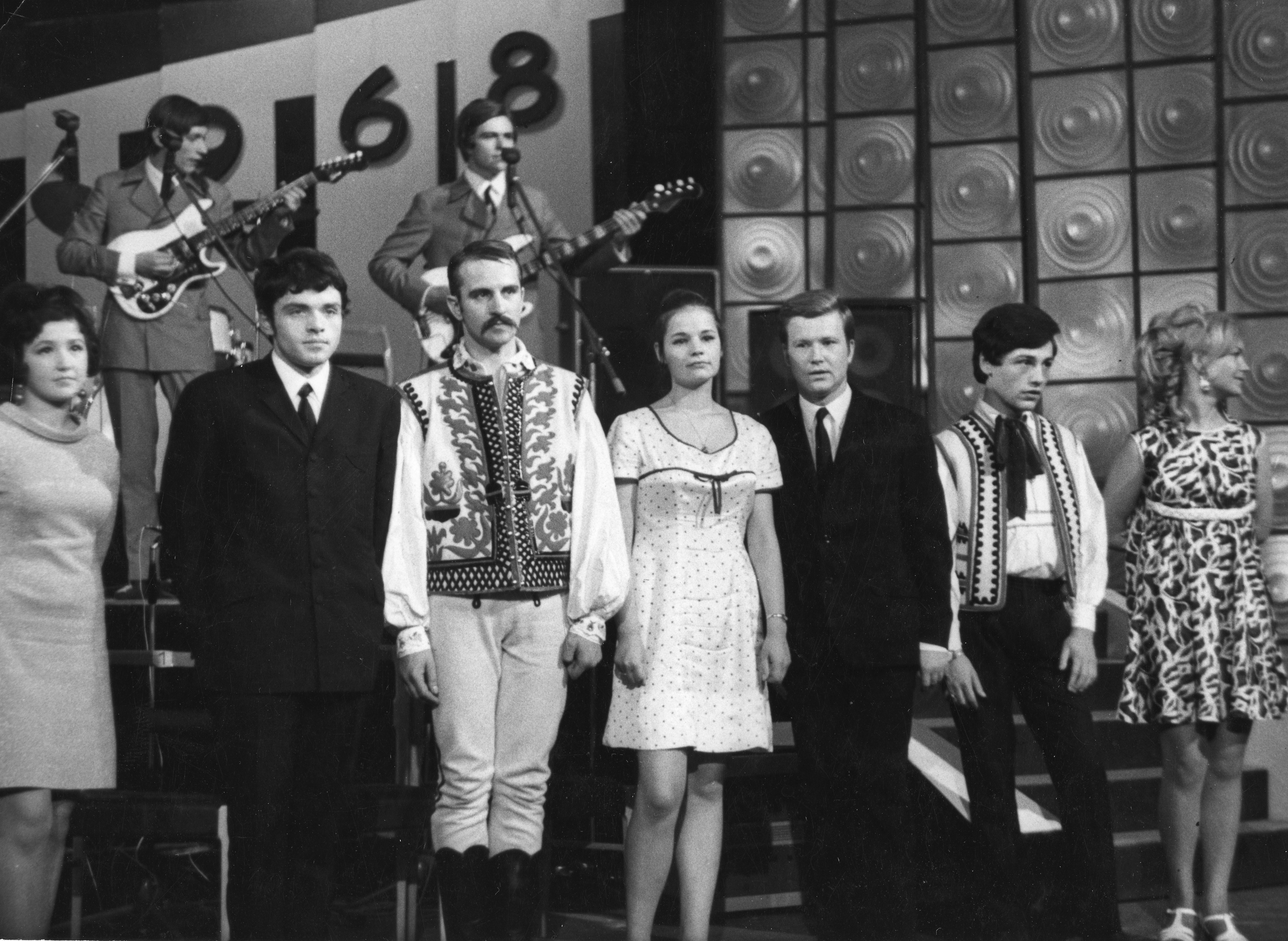
Fenyő Miklós (jobbról a második) népies ruhában az 1968-as Ki Mit Tud? döntőjében)

Az 1968-os Ki mit tud? tévés tehetségkutatós vetélkedőn kategóriájukban első helyen végeztek. Az első selejtezőn Fenyő 16 évesen komponált rock 'n' roll szerzeményét, a "Csavard fel a szőnyeget" játszották. A zsűri eltanácsolta őket, de közönség szavazatai alapján bejutottak a középdöntőbe. A középdöntőben a "Ha szól a Rock and roll" című dalukkal, a közönségsiker nyomására, a zsűri továbbjuttatta őket. A döntőt az addigiaktól eltérő stílusú, népzenei hangszerelésű "Nem bújok én többé már a subába" című dalukkal nyerték. Az Ifjúsági Parkban is felléptek. Az 1968-os Táncdalfesztiválon elnyerték a fesztivál közönségdíját "Egyszer vagy fiatal" című dalukkal, ugyanebben az évben először kerültek fel az Ifjúsági Magazin slágerlistájára, a "Csavard fel a szőnyeget" c. számukkal. 
Részt vettek az 1969-es Táncdalfesztivál-on is, a "Bezzeg tavaly" c. dallal, ezt követően az együttesben jelentős átalakulások történtek. Matlaszkovszky Miklós elhagyta az együttest, Klein Lászlót pedig behívták sorkatonának, ennek köszönhetően a Hungária együttes felállása így alakult: Fenyő Miklós orgona – ének, Csomós Péter ritmusgitár – ének, Tóth József dob, Sipos Péter lett az együttes új basszusgitárosa és énekes is, végül pedig egy ifjú feltörekvő, Barta Tamás lett a gitáros. Ez a csapat olyannyira életképesnek bizonyult, hogy 1970-ben megjelenhetett első nagylemezük, a Koncert a Marson, mely az eladási listán az Illés és az Omega mögött a 3. helyet érte el. 1971-ben pedig megjelent a második Hungária lemez is, Tűzveszélyes címmel, amely három különféle borítóval (ebből két változat exportra ment a környező országokba) került a boltokba. A lemez megjelenését követően az együttes széthullott, Barta Tamás az LGT-be igazolt át, Sipos Péter, Csomós Péter és Tóth József az új formát öltött Juventus együttesbe kötöttek ki. Tóth József pár hónap múlva ebből az együttesből disszidált.
Ennek a nagy átalakulás köszönhetően a zenekarban, a felállás a következőképpen alakult: Fenyő maradt az énekes és az orgonista, Klein László visszatért a basszusgitáros posztra, Szűcs Antal Gábor játszott a szólógitáron, Fekete Gyula szaxofonozott, Fekete Gábor pedig dobolt. Ez a felállás mindössze egy kétszámos kislemezt készített 1972-ben, melyen a populáris "A hosszúhajú Éva" és az elvont, pszichedelikus "Doktor Schizofrén" c. dalok kaptak helyet. 1973-ban a felállás ismét változott: Fenyő Miklós maradt, a szólógitáros Kékes Zoltán lett, aki a Gemini együttesből érkezett, a basszusgitáros ismét Sipos Péter lett, aki Csurgai Attila dobossal igazolt vissza a Juventusból. Egy rövid ideig még Szűcs Antal Gábor is ezt a felállást erősítette, aki később az újonnan alakuló Skorpió együttessel vált országosan ismert. A Hungáriának ez a formációja, az elődjeihez hasonlóan szintén rövid életű volt, mert lemezt nem készített, mindössze két rádió felvétel ("Altatódal", "Ne add el a lelkedet / Faust legenda") őrzi emléküket. 1974-ben az együttesben Csurgai Attila helyét Szikora Róbert veszi át a doboknál.

### A mellőzött beatzenekar: 1974–1979
A 70-es években a Hungária számára a vegetálás időszaka következett. A mindenható állami zeneipari vezetés nem kedvelte őket, a Hanglemezgyár nem adott ki nagylemezt nekik, a magyar közönséghez nem tudtak eljutni, a lemezes, támogatott előadókhoz képest háttérbe kényszerültek. Az együttes a szovjet-blokk országaiban turnézva próbálta fenntartani magát. 1976-ig főként az NDK-ban, elvétve Lengyelországban és a Szovjetunióban turnézott. 1976-ban a Hungária ismét némi lehetőséghez jutott itthon: részt vettek egy Made in Hungary rendezvényen, megjelentek a televízióban, kiadták egy kislemezüket. 1977-ben a Metronóm ’77 vetélkedőn is részt vettek. Az együttes ígéretet kapott egy nagylemez kiadására, valamint egy országos koncert turnéra. Ennek jegyében 1978-ban felvették a Beatles-láz című albumot, a lemezgyár vezetése azonban – Fenyő szerint a lemezgyár által támogatott együttesek sikerét féltve – félretette a lemez sikergyanús anyagát. (A Beatles-láz végül csupán 1997-ben jelent meg.)

### „Jampi”-Hungária: 1980–1982
1979-ben Sipos Péter egy nyugat-németországi turné során disszidált, Fekete Gyula visszatért, a basszusgitáros pedig Novai Gábor lett, aki korábban a Generálban játszott. A személycserék mellett a sokéves pangás után az együttes minden tagja érezte valami látványos zenei megújulás szükségességét. Külföldi fellépéseiken a beatzenék mellett korábban is műsoruk része volt egy „Oldies Show”, az 50-es évek rockabilly stílusát megidéző számokkal. Nyugat-németországi fellépéseiken Szikora visszaemlékezése szerint kinti menedzserük, Michael Siegel javasolta nekik, hogy „vegyetek be egy lányt, egy szaxist, meg csináljátok ezt a rock 'n' roll show-t.” Fenyő elhatározta, hogy a zenekarba szerez egy női tagot. Zalatnay Cinivel és más befutott énekesnőkkel folytatott tárgyalásokat, de legtöbbjük idegennek érezte az együttesben rá váró rock 'n' roll ének- és életstílust. A posztra végül gyerekkori ismerősét, az énekesként amatőrnek számító, épp a mentőszolgálatnál dolgozó Dollyt kérte fel, akinek hangja és egyénisége már az iskolában is magával ragadta.
Az eredeti elképzelés szerint, hazai lehetőségek híján, az új, csupa angol nyelvű rock and rollt tartalmazó repertoárral Nyugat-Európába készült a zenekar. Novai biztatására a turné megkezdése előtt 1980-ban koncertet adtak az E-Klubban. A feltűnő jampis szerelésben előadott angol rock 'n' roll műsor őrületes közönségsikert aratott. Ezen és még néhány klubkoncert frenetikus sikerén felbuzdulva, Novai megkereste a lemezgyár igazgatóhelyettesét, Wilpert Imrét, és sikerült meggyőznie egy lemez kiadásáról. Novai visszaemlékezése szerint a lemezgyár nagy hatalmú igazgatója, Erdős Péter nem szívelte Fenyő Miklóst, tartani lehetett tőle, hogy valamilyen módon akadályt gördít a lemez kiadása elé. Wilperttel megegyeztek, hogy az éppen két hétre Csepregi Évával Bulgáriába nyaralni induló Erdős távollétében felveszik a lemez anyagát. Mivel az együttesnek valójában nem volt egyetlen megírt új száma sem, rohammunkában, az együttes tagjai közt szétosztva a feladatot, hét nap alatt megírták a Rock and Roll Party album anyagát. Fekete Gyula szerint e korszak Hungária slágereinek zenéje jellemzően 50-es évekbeli amerikai rock and roll slágerek zenei alapjának több-kevesebb változtatással történő átvételén alapult, amelyeket Fenyő ötletes magyar szövegekkel tett eredetivé, például Bill Haley See You Later Alligator-je mintájára készült a Dzsungel rock című szám.
Rock and Roll Party című nagylemezük a megjelenést követő első hónapban már 40 ezer példányban kelt el, végül összesen 600 000 eladott darabszámmal megdöntötte a magyar lemezeladási rekordot. Az együttes új koncepciója egyre markánsabban kialakult: mind a zene, a dalok témája, mind megjelenés, díszletek az 50-es évek Amerikájának jellegzetes rockabilly hangulatát idézték, és helyezték magyar közegbe. Fenyő Miklós elvárta, hogy a tagok a mindennapi életben is képviseljék a zenekart öltözködésükkel. A rajongók hamarosan utánozni kezdték az együttes imidzsét, a „jampi hárét és szerkót”.
1981-ben Limbó hintóval megnyerték a Tánc- és popdalfesztivál nagydíját, ugyanebben az évben jelent meg az ezzel azonos című kislemez, melyből 250 ezer példányt értékesítettek, s ezzel platinalemez lett. Új nagylemezük, a Hotel Menthol is 1981-ben látott napvilágot, mellyel újfent átütő sikereket tudhattak magukénak. 1982 márciusában a Budapest Sportcsarnokban adtak koncertet 15 ezer néző előtt.

### Szikora távozásától a feloszlásig: 1982–1983
1982-ben Szikora Róbert felkérést kapott arra, hogy készítsen Szűcs Judith nagylemezére számokat. Ez a zenekar vezetőjének rosszallását okozta, aki nem akarta a rock'n roll egységet megbontani. Ennek eredményeképp az Evig művelődési házban tartott próba közben az együttesből felállt, és kivált Szikora Róbert, aki később megalapította az R-GO-t. A Hungáriába két új tag érkezett: Flipper Öcsi (ének, twistdob, gitár) és Zsoldos Gábor (Dedy) (dob, vibrafon, ritmushangszerek), akik közreműködésével 1982 végén elkészült az Aréna c. lemezük, mely aranylemez státuszt kapott. A megújult együttes 1983-ban újabb lemez felvételeit kezdte meg. A nyugat-berlini – Fenyő által lekötött – fellépéssorozat után (amelyen a zenekarvezető nem vett részt) ajánlott levélben kaptak értesítést az együttes tagjai arról, hogy a zenekarból való "önkéntes" kilépési szándékukat elősegítették azzal, hogy elmentek erre a fellépésre, ezzel hivatalosan is feloszlott a Hungária együttes 1983 nyarán. A közben elkészült felvételeket tartalmazó lemez a hanglemezgyártól a Finálé? címet kapta. A lemezen közreműködött a Chips, Cherry and the Chaps együttes is.

### Feloszlás után
A Hungária feloszlása után Fenyő Miklós szólóalbumot jelentetett meg MIKI címmel, mely 150.000 példánnyal aranylemez lett.
1984-ben Fenyő a külföldi nemzetközi zenei irányzatokat követve megpróbálkozott a break zenével, létrehozva egy break formációt, kiadva a Jól nézünk MIKI című lemezt.
1986-ban Modern Hungária néven a német Modern Talking popduót másolva Bodnár Attilával diszkósláger-lemezeket készített.
1990-ben került a boltokba a Hungária aranyalbum, 1994-ben pedig a Hungária válogatáslemez, a zenekar legnagyobb slágereivel.
1995-ben a legsikeresebb felállással új dalokat szereztek és új lemezt adtak ki Ébredj fel Rockandrollia címmel. Ez év szeptemberében a Népstadionban is koncerteztek, s az erről készült hangfelvétel Micsoda buli elnevezéssel került a piacra. Csupán erre az alkalomra álltak össze, de az ország tizenhárom városában is adtak egy-egy koncertet. 
1998-ban készült el a Budapesti Operettszínházban az első Hungária dalokra épülő musical, a Hotel Menthol, mely Fenyő Miklós és Novai Gábor legnépszerűbb dalait tartalmazza, s 200 előadást is megért, olyan énekesek előadásában, mint Szulák Andrea, Szandi, Csonka András, Kiss Zoltán, Buch Tibor. A Győri Nemzeti Színház is bemutatta a darabot, hatalmas sikerrel, amit az is bizonyít, hogy több évadon keresztül is futott és a Margitszigeti Szabadtéri színpadon is ugyanez a társulat adta elő. 2001-ben a József Attila Színházban újabb musicalt mutattak be Made in Hungaria címmel, amely alapján 2009-ben film is készült.
2024-ben az együttes újra összeállt egy koncertre a Népstadion helyén épült Puskás Arénában a legsikeresebb felállás négy élő tagjával. A koncert felvételét szilveszterkor a Duna csatorna műsorra sugározta. A nagy érdeklődésre tekintettel 2025-re újabb koncertet jelentettek be, amit az MVM Dome-ban rendeznek.

## Tagjai
Itt az együttes fontosabb felállásait közöljük, a tagok teljes névsora a Hungária-tagok listája szócikkben olvasható.
A Ki mit tud?-on szereplő felállás („ős”-Hungária) 1967–1969
- Fenyő Miklós – ének, billentyűs hangszerek
- Csomós Péter – ritmusgitár, ének
- Matlaszkovszky Miklós – gitár, ének
- Klein László – basszusgitár, ének
- Tóth József – dob, ütőhangszerek
- Láng Péter – szaxofon, fúvós hangszerek (1968-ig)

Az első nagylemezek felállása 1969–1971
- Fenyő Miklós – ének, billentyűs hangszerek
- Csomós Péter – ritmusgitár, ének
- Barta Tamás – gitár, ének
- Sipos Péter – basszusgitár, ének
- Tóth József – dob, ütőhangszerek

„Beatles”-Hungária 1974–1979
- Fenyő Miklós – ének, ritmusgitár, billentyűs hangszerek
- Sipos Péter – basszusgitár, ének
- Kékes Zoltán – gitár, ének
- Szikora Róbert – dob, ütőhangszerek, ének

A „jampi” Hungária 1980–1983
- Fenyő Miklós – ének, billentyűs hangszerek
- Penczi Mária Ilona (Dolly) – énekesnő
- Novai Gábor – basszusgitár, ének
- Kékes Zoltán – gitár, ének
- Fekete Gyula (Szaxi Maxi) – szaxofon, ritmusgitár, ének
- Szikora Róbert – dob, ütőhangszerek, ének – 1982-ig, helyére érkezett: Flipper Öcsi – ritmusgitár, ének és Zsoldos Gábor (Dedy) – dob, ütőhangszerek.

## Lemezeik

### Nagylemezek
- Koncert a Marson (1970)
- Tűzveszélyes (1971)
- It Would Be Cool If It Was Cool (Csak LP) (a felvétel 1974-ben készült, de kiadására csak 2009-ben került sor)
- Beatles-láz (a felvétel 1977-ben készült, de kiadására csak 1997-ben került sor)
- Rock and Roll Party (1980)
- Hotel Menthol (1981)
- Aréna (1982)
- Finálé? (1983)
- Rég volt, így volt, igaz volt (1985)
- Van aki forrón szereti (1985)
- Hungária aranyalbum (1990)
- Rock and Roll Party / Hotel Menthol (Csak MC) (1992)
- Hungária válogatás (1994)
- Ébredj fel Rockandrollia (1995)
- Micsoda buli (1995)
- Kislemezek, rádiófelvételek (Dupla CD) (2002)
- Micsoda Buli (Tripla CD válogatás a Reader's digest kiadásában) (2007)
- Micsoda Buli (10 számos válogatás) (2013)
- Rock and Roll Koncert az Ifiparkban (Csak LP) (a felvétel 1980-ban készült, eredetileg ezt adták volbi ki a Rock and Roll Party c. lemez helyett, de később stúdióba vonultak. A bónusz szám a lemezen a híres Fenyő – Novai szerzőpáros közös munkája volt.)
- Best Of (2024)

### Kislemezek
- Ne vedd el az időm / Percekre eláll a szavam (1967. december 14, Qualiton, SP 429)
- Rémlátomás / Csavard fel a szőnyeget (1968, Qualiton, SP 464)
- Nem bújok én többé már a subába / Eltakarod a Napot (1968. július 1., Qualiton, SP 495)
- Egyszer vagy fiatal / Balatoni nyár (Táncdalfesztivál '68, 1968. augusztus 25., Qualiton, SP 526)
- Repül a varázsszőnyeg / Payer-Magay-Aradszky-Mayor: Húzd rá a vizeslepedőt (1968, Qualiton, SP 538)
- Ha szól a rock and roll / Csepeg az eső (1968. október 24., Qualiton, SP 543)
- Utazni jó / Elvarázsolt lélek titka (1969. július 7., Qualiton, SP 589)
- Bezzeg tavaly / Ferenczy Ági: Régi napok (1969. július 8., Qualiton, SP 613)
- Délibáb / Koncert A Marson (1969. július 8., Qualiton, SP 632)
- Csinn-bumm cirkusz / Ha hív a fény (1970. november 11., Qualiton, SP 741)
- Eredeti rubin / Ítéletnap (1970. november 11., Qualiton, SP 742)
- Rohanok hozzád / Hol van az a mennyország (1971. július 22., Pepita, SP 826)
- Egy régimódi bál / Ha sejtettem volna (1971. július 22., Pepita SP 840)
- A hosszúhajú Éva / Doktor Schizofrén (1971. július 25., Pepita, SP 898)
- Die Farben der Natur (A természet szava) / Glaub es nie (El ne hidd) (1973, Amiga, 4 55 991)
- Örökké és három napig / El ne hidd! (1974. július 25. Pepita, SPS 70106)
- Ha engem vársz / Szerelemre Hívlak (1974. július 25. Pepita, SPS 70107)
- Rázd fel / Rég volt, így volt (1975. augusztus 2., Pepita, SPS 70188)
- Csavard fel a szőnyeget / Percekre eláll a szavam (1975, Pepita, SPS 70266)
- Corvina: Álmaidban / Boldogan élj (1977. július 25., Pepita SPS 70280)
- Újra otthon / Ilyen show nem volt még (1977. július 25., Pepita, SPS 70286)
- Pillanatnyi pénzzavar / Vincze Viktória: Neked mindig volt egy dobásod (1978. július 26., Pepita, SPS 70305)
- A hard day's night / I want to hold your hand (1978. július 26., Pepita, SPS 70322)
- Rock and Roll verseny / Drága kis barátnőnk (1978. július 26., SPS 70323)
- She loves you / I should have better / Mr. Postman / Help! (1978. július 26., Pepita, SPS 70324)
- Csak 16 éven felülieknek! / Nautilus: Itt a helyed köztünk (1978. július 26., Pepita SPS, 70340)
- Hotel Menthol / Istanbul (1981. április 5., Pepita International Records PR 833) (Angol nyelvű promóciós kislemez)
- Multimilliomos jazz-dobos / Szexbomba rumba (1981. május 7., SPS 70471)
- Limbó hintó / Kristály Kriszta: Bye-bye férfi (1981, Pepita, SPS 70494)
- Cha-cha-cha / Ocelot Vénusz / Lunapark / Hully Gully (1981. június 30., Pepita SPS, 70531)
- Hotel Menthol (változat) / Let’s Twist Again (1982 Pepita International Records PR 899) (Angol nyelvű promóciós kislemez, a MIDEM fesztiválra készült)

## Rádiófelvételek
- Tarka pillangó
- A verklis
- Altatódal
- Ötös lottó
- Ne add el a lelkedet